# Luci Clodi Macre
Luci Clodi Macre (llatí: Lucius Clodius Macer) va ser un magistrat romà del segle i.
Va ser nomenat per Neró governador d'Àfrica, i a la mort de l'emperador l'any 68, es va revoltar instigat per Càlvia Crispinil·la, que havia estat mestra de Neró en temes eròtics, segons Tàcit i desplaçada fins a Àfrica, va convèncer-lo de reclamar el tron. Per consell d'ella, va impedir l'enviament de vaixells amb gra cap a Roma, per provocar-hi la fam.
Galba, així que va arribar al poder, va fer-lo executar a través del procurador Treboni Garucià. Durant el poc temps que va durar el seu govern es va fer odiós per les seves crueltats i extorsions. Va emetre algunes monedes amb el nom de Lucius Clodius Macer.